# Ärsojärvet (Gällivare socken, Lappland, 749559-172679)
Ärsojärvet är en sjö i Gällivare kommun i Lappland och ingår i Kalixälvens huvudavrinningsområde.